# Историография восстания Пугачёва
Историография Крестьянской войны под предводительством Емельяна Пугачёва включает в себя совокупность мемуарных сочинений, исторических и источниковедческих работ, посвящённых причинам восстания, ходу его событий и его значению в истории Российской империи.
Историография на русском языке может быть разделена на три периода: издания дореволюционного периода, характеризуемые некоторыми цензурными ограничениями и умолчаниями, касавшимися действий мятежной стороны; историографию советского периода, со вводом в научный оборот множества документов из лагеря пугачёвцев, наличием марксистских идеологем и идеализации восставшего лагеря; издания новейшего времени, при заметном снижении интереса историков к событиям восстания. Зарубежная историография, опираясь в большинстве своём на русскоязычные работы и публикации, ценна объективным подходом, свободным от государственных или идеологических ограничений, а также современными методами с опорой на достижения смежных гуманитарных наук.

## Дореволюционная историография Пугачёвского бунта
Согласно первым указам Екатерины II, последовавшим после подавления восстания, события «народного замешательства», выставлявшие Россию в столь невыгодном свете перед «просвещённой Европой», должны были быть преданы забвению. Большинство документов, включая следственные и судебные дела с подробным описанием хода восстания, были скрыты в секретных архивах. Заказа от правительства на написание подробной истории бунта по его горячим следам не поступило. Тем ценнее были фрагментарные дневниковые записи, оставленные очевидцами событий. Одним из самых первых исторических повествований о событиях восстания стала хроника «Осада Оренбурга» оренбургского учёного, непосредственного участника обороны города от Пугачёва Петра Ивановича Рычкова. Воспоминания Рычкова были высоко оценены Пушкиным: «Трудолюбивый Рычков, автор „Оренбургской Топографии“ и многих других умных и полезных книг, оставил любопытную рукопись о сем времени. Я имел случай ею пользоваться. Она отличается смиренной добросовестностью в развитии истины, добродушным и дельным изложением происшествия, которые ныне так редки между русскими писателями, занимающимися историей». «Осада Оренбурга» Рычкова легла в основу будущей «Истории Пугачёва», Пушкин включил её полный текст во второй том «Истории Пугачёва» вместе с рядом других исторических документов.
Ценным историческим источником стали воспоминания сенатора П. С. Рунича. На заключительной стадии восстания Рунич в 1774 году был сначала включён в свиту нового командующего П. И. Панина, а затем назначен одним из следователей в Секретную следственную комиссию в Москве. Имея возможность общаться с широким кругом участников восстания с обеих сторон, в своих воспоминаниях Рунич привел рассказы свидетелей об осаде Оренбурга, битве за Татищевскую крепость, о событиях крестьянской «жакерии» на Правобережье Волги, об обстоятельствах заговора казацких полковников и пленении ими Пугачёва, а также личные свидетельства о встречах арестованного предводителя восстания с Суворовым, Голицыным, Михельсоном.

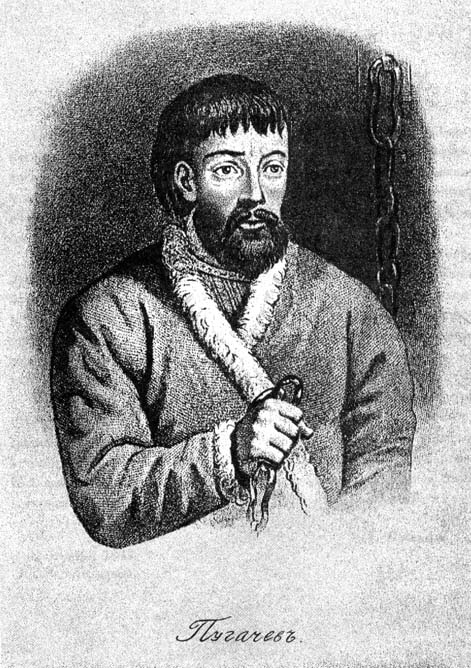
Емельян Пугачёв в тюрьме. Портрет, приложенный к изданию «Истории пугачёвского бунта» А. С. Пушкина, 1834

Первым историком, представившим комплексное исследование событий восстания, стал А. С. Пушкин. Будучи сотрудником Министерства иностранных дел, он опирался на большой массив архивных документов, но не ограничился лишь ими, а отправился в поездку по местам восстания и встретился со многими ещё живыми непосредственными свидетелями восстания и их потомками в Казани, Оренбурге и Уральске. Более того, в своей «Истории Пугачёва» (1834) Пушкин попытался изучить и представить глубинные причины произошедшего, а также опубликовал в приложениях к своей книге большое количество документов и воспоминаний, до сих пор являющихся уникальным источником информации для исследователей. Многие современники и более поздние критики упрекали поэта за излишнее увлечение показаниями участников событий и за то, что «История Пугачёва» «имеет гораздо больше достоинства литературного, чем исторического…» Но отмечая ценность воспоминаний свидетелей восстания, Пушкин тщательно и критически сверял их достоверность с доступными архивными документами — метод, получивший название внутренней критики исторических источников и ставший стандартным для современных исследований. Несмотря на то, что поэт не получил доступа к секретным архивам следствия над Пугачёвым и его соратниками, протоколам их допросов, подавляющее большинство приведённых им «чересчур поэтических» событий были подтверждены более поздними историческими исследованиями.
Одновременно с Пушкиным в XI главе «Истории Донского войска» (1834) военный писатель В. Б. Броневский представил свою трактовку биографии Е. Пугачёва и описание основных событий восстания. Он же стал и одним из первых критиков пушкинской «Истории Пугачёва» в своей статье в «Сыне Отечества» в январе 1835 года. Пушкин подробно ответил Броневскому статьёй «Об истории Пугачёвского бунта».
Во второй половине XIX века, в период подготовки и проведения реформ Александра II, общественный интерес к событиям восстания Пугачёва значительно вырос, этому способствовали ослабление цензурных ограничений, публикация многочисленных мемуаров, воспоминаний, архивных документов. В 1856 году В. И. Даль опубликовал запись воспоминаний Дементия Верхоланцева, горного писчика Билимбаевского завода, сотника в отряде пугачёвского полковника Белобородова, проделавшего путь с армией Пугачёва от Урала до нижней Волги. Это был первый опубликованный рассказ активного участника событий из пугачёвского лагеря. Запись воспоминаний Верхоланцева, в ту пору 85-летнего старика, была сделана П. И. Мельниковым в 1830-х годах, но её публикация в «Отечественных записках» в 1840 году была запрещена цензурой.
Историк Я. К. Грот в опубликованных им «Материалах для истории Пугачевского бунта» — «Бумаги Кара и Бибикова» (1862), «Бумаги, относящиеся к последнему периоду мятежа и к поимке Пугачёва» (1863), «Переписка императрицы Екатерины II с графом П. И. Паниным» (1875) — ввёл в научный оборот ценные документы Государственного и Военно-топографического архива Российской империи, а также переписку военных руководителей правительственных войск и руководителей следственных комиссий: Кара, Бибикова, Панина, Щербатова, Голицына, П. Потёмкина, а также губернаторов губерний, в которых разворачивались боевые действия, включая их рапорты и переписку с Екатериной II.
К 100-летию восстания генерал Д. Анучин подробно представил деятельность правительственных органов и военного руководства в ходе подавления восстания в работах «Участие Суворова в усмирении Пугачёвщины и поимка Пугачёва» (1868), «Первые успехи Пугачёва и экспедиция Кара» (1869), «Действия Бибикова в Пугачёвщину» (1872).
Другой военный историк, Н. Ф. Дубровин, в 1884 году представил фундаментальный трёхтомный труд «Пугачёв и его сообщники». В 1-м томе был дан анализ российского общества и причины, вызвавшие всеобщее возмущение участников восстания, обстановка на Яике и в Башкирии накануне событий, во 2-м томе был подробно освещён ход восстания в период от сентября 1773 года до апреля 1774 года и в 3-м — с апреля 1774 года до подавления восстания. Дубровин одним из первых получил доступ и ввел в научный оборот следственные документы Пугачёва и его сообщников, ранее недоступные исследователям, а также многие другие документы делопроизводства правительства Екатерины II, Государственного архива, архивов Главного штаба, Сената, Синода, Секретной комиссии Тайной экспедиции. Кроме того, в 3-м томе Дубровин привел обширный историографический обзор имевшихся на тот момент исследований и публикаций — «Библиографический указатель статей и книг, относящихся до Пугачёвского бунта».
Ряд работ писателя и историка Д. Л. Мордовцева, посвящённых Пугачёвскому восстанию, подвергся критике за скудость привлечённых материалов и некритическое и небрежное отношение к использованию «более чем сомнительных источников», как со стороны современников, в частности, Анучина и Дубровина, так и со стороны более поздних исследователей.
Известный историк, специалист по истории крестьянства и социальной истории России, В. И. Семевский не занимался непосредственно ходом событий Пугачёвщины, но в своих работах «Крестьяне в царствование императрицы Екатерины II» и «Крестьянский вопрос в России в XVIII и первой половины XIX веков» подробно разобрал причины восстания. Особо Семевский выделял значение пугачёвского манифеста от 31 июля 1774 года, как отразившего социальные чаяния и стремления крестьянства и вызвавшего «общее сочувствие народа», благодаря чему «все Заволжье вспыхивает, как бочка смолы».
Работа А. И. Дмитриева-Мамонова «Пугачёвский бунт в Зауралье и Сибири» включала подробное описание действий правительственных сил в регионе под руководством губернатора Д. И. Чичерина, командующего Сибирской военной линии генерала И. А. Деколонга, комендантов крепостей и командиров отдельных правительственных отрядов. В качестве источников послужили в том числе ранее не публиковавшиеся документы из архива Акмолинского областного правления. Были разобраны причины неудачи их первоначальных планов по противодействию отрядам Пугачёва под Оренбургом и недопущению распространения восстания на Иссетскую провинцию и Зауралье, описаны военные действия башкирских отрядов, набеги казахов вдоль пограничных линий.
Работы дореволюционных историков в большей степени акцентировались на действиях правительственной стороны. Описание действий восставших, как правило, подавалось исключительно в негативном ключе. Документы восставшей стороны долгое время не публиковались по цензурным соображениям, была опубликована лишь небольшая их часть и, как правило, без анализа. Среди части историков сохранялась политика намеренного умолчания о событиях крестьянских и казачьих восстаний — так, в «Курсе русской истории» В. О. Ключевского, изданном в начале XX века, имя Емельяна Пугачёва упомянуто лишь однажды: «В 1775 году Екатерина покончила три тяжёлые войны: с Польшей, Турцией и со своим воскресшим супругом, маркизом Пугачёвым, как она его называла». Умолчал Ключевский и о соратниках Пугачёва.

## Советская историография Крестьянской войны 1773—1775 годов
В первые годы советского периода историки воспользовались снятием цензурных ограничений на публикацию документов из лагеря восставших. По инициативе М. Н. Покровского начался сбор материалов, хранившихся в провинциальных архивах Казани, Нижнего Новгорода, Тобольске и многих других, в журнале «Красный архив» началась регулярная публикация указов и манифестов Пугачёва, протоколов допросов предводителя восстания и его главных сподвижников. Центроархив подготовил трёхтомное издание документов «Пугачёвщина»: I том (1926) с манифестами и указами Пугачёва и Военной коллегии восставших; II том (1929) — материалы о предпоссылках восстания и об участии в восстании казачества, заводских крестьян и нерусских народов; III том — с документами об участии крепостных крестьян и дворян. Историки в квалификации событий отказываются от термина «бунт», заменяя его термином «восстание».
В этот период сохранялось многообразие мнений историков на события восстания и его значение. В «Русской истории в сравнительно-историческом освещении» (тт. 1-12, 1918—26) Н. А. Рожков выступил против «легенды о прогрессивности» крестьянских восстаний, считая, что все они пытались «провернуть колесо истории назад» и потому были обречены на неудачу. Как два раздельных восстания («первое — туземцев», «второе — русских крестьян») рассматривал события в «Восстании Емельяна Пугачёва» (1935) и других работах историк М. Н. Мартынов. Массовому крестьянскому движении на Правобережье Волги была посвящена «Пугачёвщина в помещичьей России» (1930) С. И. Тхоржевского, в которой он также признал первые два этапа восстания, движимых казаками, башкирами и приписными заводскими крестьянами, реакционными, но движение крепостных крестьян — прогрессивным и «буржуазным по своей объективной цели». Несмотря на значительную переработку своей дореволюционной работы «Пугачёвщина» (1908, 1921, 1924, 1930), Н. Н. Фирсов оставил неизменными нелестные оценки предводителя восстания — «обыкновенный, хотя и довольно бойкий и ловкий авантюрист» — и людей из его окружения, которые, по его мнению, вовсе не преследовали никаких целей, а «спешили, как и при Разине, насладиться жизнью».
С точки зрения большинства советских историков 1920—1930-х годов главной движущей силой Пугачёвщины (и других предшествующих крупных восстаний) выступило казачество — донское, волжское, яицкое; казаки были не только застрельщиками, организаторами восстаний, но и основной движущей силой. Поэтому восстания Разина, Болотникова и Пугачёва называли казацкими или казацко-крестьянскими.
Официальный взгляд на Пугачёвское восстание в 1920—1930-х годах представлял М. Н. Покровский и историки его школы: Г. Е. Меерсон, С. А. Пионтковский, С. Симонов, С. Г. Томсинский, С. И. Тхоржевский и другие. Радикально пересмотрев собственные взгляды в изданных до революции работах, Покровский из Пугачёва — «удачливого атамана разбойников» вывел «смелого агитатора и искусного военного предводителя», из полуграмотных манифестов и указов — «полную программу освобождения крестьян», из приписных крестьян — уральских горнозаводских рабочих, а само восстание теперь называл «не казачьим, а рабоче-крестьянским». Часть его последователей в «социальной модернизации» событий шла ещё дальше, вызывая критику даже собственного учителя.
Несмотря на идеологический разгром и репрессии против представителей «школы Покровского» с его «антинаучными взглядами на историческую науку» в 1936—1938 годах, в работах советских историков сохранилась и вплоть до распада СССР преобладала исключительно положительная оценка Пугачёва и его сподвижников, единственным недостатком которых был лишь взгляд «свысока на крестьян, вооруженных топорами и дубинами». Доминировало рассмотрение событий с точки зрения концепции классовой борьбы, повышенное внимание уделялось свидетельствам организации действий восставших. Вопросы о жестокости восставших и жертвах крестьянских восстаний в советской историографии были приглушены. Подчеркивалась жестокость правительственных войск по отношению к восставшим, но террор и насилие последних почти не упоминалась. Выделялись факты проявления восставшими милости к своим врагам, попыток избежания напрасного кровопролития, но обходились молчанием случаи неоправданных массовых казней и расправ.
В 1950-х годах в работах В. И. Лебедева, В. В. Мавродина и ряда других историков предложено и обосновано применение термина «Крестьянская война», общепринятого в дальнейших исследованиях. По мнению вышеназванных историков, события 1773—1775 годов — это гражданская война класса крестьянства и других угнетенных категорий населения России против всего класса феодалов и крепостнического государства. Восстанием была охвачена значительная территория империи, большая часть которой находилась под контролем восставших, имевших достаточно многочисленную армию; население страны распалось на противостоящие лагери; у восставших был единый центр и единое военно-политическое руководство, вносившие определённые элементы организованности в стихийное в целом народное движение.
В. В. Мавродин в конце 1950-х годов начал обобщающее трёхтомное исследование «Крестьянская война в России 1773—1775 годов. Восстание Пугачёва» (1961—1970). В первом томе автор представил историографию крестьянской войны, включавшую изучение восстания исторической наукой, в том числе зарубежной, а также отражение событий восстания в общественно-политической и художественной литературе, фольклоре и искусстве. Во второй части первого тома была отражена общественно-политическая обстановка в Российской империи накануне восстания. При подготовке последующих томов исследования В. В. Мавродин обратился в Институт истории АН СССР и к руководству его Ленинградского отделения с предложением о создании авторского коллектива, который бы взялся за описание событий Крестьянской войны на различных этапах и в различных регионах империи. В команду историков вошли А. И. Андрущенко, М. Д. Курмачева, Р. В. Овчинников, Ю. А. Лимонов, Л. С. Прокофьева и В. М. Панеях. Фундаментальная монография коллектива авторов во главе с Мавродиным получила широкий отклик историков, к 1973 году было опубликовано 22 рецензии в СССР и за рубежом.
На основе главы «Пугачёв и его сподвижники» в монографии «Крестьянская война в России 1773—1775 годов. Восстание Пугачёва», написанной В. В. Мавродиным совместно с Ю. А. Лимоновым и В. М. Панеяхом, этот же коллектив авторов выпустил её расширенный вариант отдельной книгой в 1965 году и вновь доработанный вариант под названием «Пугачёв и пугачёвцы» в 1974 году. Материалы, не вошедшие в 3 тома «Крестьянской войны» послужили основой для отдельной статьи Мавродина 1973 года об артиллерии армии восставших.
В 1969 году вышла монография А. И. Андрущенко «Крестьянская война 1773—1775 гг. на Яике, в Приуралье, на Урале и в Сибири», написанная на основе множества документов, впервые введённых в научный оборот. В заслугу Андрущенко должно быть поставлено, что он одним из первых советских историков отобразил многообразие общественного уклада металлургических заводов Урала и то, что отношение к повстанцам Пугачёва было совершенно различным в зависимости от того, к каким слоям общественного уклада относились те или иные его представители. В 1969 году в сборнике «Вопросы военной истории России: XVIII и первая половина XIX веков» было также опубликовано его исследование «Пугачёвское восстание и Кучук-Кайнарджийский мир», одно из немногих советских исследований на тему взаимосвязи между внешними войнами Российской империи и волнениями внутри страны.
Значительный вклад в изучение предыстории восстания, Яицкого восстания 1772 года и участия яицких и оренбургских казаков в Крестьянской войне внёс И. Г. Рознер в своих работах «Яик перед бурей» (1966) и «Казачество в Крестьянской войне 1773—1775 гг.» (1974).
Большую дискуссию и критику со стороны коллег вызвала работа ростовского историка А. П. Пронштейна «Дон и Нижнее Поволжье в период крестьянской войны 1773—1775 годов» (1961), в которой он назвал донских казаков заметной и значительной силой в армии Пугачёва на завершающем этапе восстания. В частности, псковский ученый Л. Д. Рысляев отстаивал точку зрения, согласно которой донское казачество не принимало участия в пугачевском движении, а выступило его антагонистом.
В эти же годы активно публикуются работы историков, посвящённые участию в восстании башкир, татар, казахов, народов Среднего Поволжья: «Салават Юлаев — вождь башкирского народа и сподвижник Пугачёва» (1951) П. Ф. Ищерикова, «Кинзя Арсланов — выдающийся сподвижник Пугачёва» (1960) А. Н. Усманова, «Участие татар Среднего Поволжья в крестьянской войне 1773—1775 гг.» (1973) С. Х. Алишева, работы А. П. Чулошникова, М. П. Вяткина, И. М. Гвоздиковой и многих других. Продолжал публикации, связанные с Крестьянской войной, В. В. Мавродин, признанный «крупнейшим специалистом по истории восстания Пугачёва», большую часть эта тематика заняла в опубликованном курсе лекций Мавродина «Классовая борьба и общественно-политическая мысль в России в XVIII веке» и ряде других его работ, его публикации были переведены на немецкий и японский языки. В связи с выходом большого количества работ советских историков, в том числе приуроченных к 200-летию восстания в 1970-х годах, В. В. Мавродин дважды возвращался к теме обзора историографии Крестьянской войны в 1977 и 1979 годах.
Большая заслуга в публикации и исследовании документов, связанных с восстанием, принадлежит Р. В. Овчинникову, который в своих источниковедческих работах проанализировал огромный объём манифестов и указов лагеря восставших, следственных и судебных документов. Среди прочего, совместно с Л. А. Гольденбергом Овчинников ввёл в научный оборот такие ценные исторические источники времени восстания, как планы сражений правительственных войск против армии Пугачёва в статье «Картографические материалы как источник по истории Крестьянской войны под руководством Е. И. Пугачева» (1969).
Не менее важной частью историографии Крестьянской войны стали исследования общественно-экономического уклада в Российской империи до и после восстания и их взаимосвязи, в частности, «История металлургии в России XVIII века» (1962) Н. И. Павленко, «Социальная сущность областной реформы Екатерины II» (1964) М. П. Павловой-Сильванской, «Социально-экономическая история русского города: вторая половина XVIII века» (1967) Ю Р. Клокмана и многие другие.

## Современные подходы и проблемы в историографии Пугачёвского восстания
В постсоветское время интерес историков к событиям Крестьянской войны несколько ослабел, диапазон оценок Пугачёва и его соратников значительно расширился, включая резко отрицательные, как например у Н. Ф. Шахмагонова и В. И. Лесина. С большей симпатией к восставшим относится доктор исторических наук В. Я. Мауль, избравший для себя Пугачёвщину одним из главных предметов изучения. В то же время, большие споры и неприятие в Башкирии вызывают попытки критически пересмотреть советские подходы к описанию событий Крестьянской войны на территории этой республики и к фигурам её предводителей, в частности, Салавата Юлаева. Среди новых работ постсоветского периода — «Города Урала и Поволжья в крестьянской войне 1773—1775 гг.» (1991) М. Д. Курмачевой, «Татары Урала и Пугачёвщина» (1999) Н. А. Миненко, «Башкортостан накануне и в годы Крестьянской войны под предводительством Е. И. Пугачёва» (1999) И. М. Гвоздиковой, «Восстание 1773—1774 гг в Башкортостане» (2000) С. У. Таймасова, «Пугачёв» (2015) Е. Н. Трефилова.
По мнению кандидата исторических наук И. В. Кучумова, снижение интереса историков к Пугачёвскому восстанию стало «…следствием гипертрофированного интереса советской науки к проявлениям „классовой борьбы“, непопулярности самой темы протеста в официальном дискурсе постсоветской России и возникшей растерянности в вопросах методологии и методики изучения такого рода явлений».
Несмотря на большой объём исследований и обобщающих работ предшествующих лет, в истории событий Крестьянской войны ещё достаточно малоизученных тем. Профессор Самарского университета Ю. Н. Смирнов пишет: «Мало изучены перестройка органов власти и роль местного самоуправления в районах восстания. Не прояснены до конца политические идеалы движения, да и само их наличие остается под сомнением. За многие десятилетия исключительного внимания к повстанческому лагерю оказалась фактически прерванной, а потому нуждается в восстановлении традиция изучения также и лагеря правительственных сил». Множество споров вызывает и оценка значения, и сама дефиниция событий 1773—1775 годов — бунт, восстание, крестьянская война?.
По мнению В. Я. Мауля, для современного подхода к изучению восстания важно не просто восстановление последовательности событий и имён действующих лиц, а необходимость понимать и видеть Пугачёвщину «изнутри», проанализировать восприятие, переживания и поведение современников событий. По мнению саратовского историка А. С. Майоровой, в работах предыдущих лет остался неисследованным вопрос, почему крестьянское восстание удалось подавить с помощью армии, укомплектованной по сути из тех же крестьян; это одна из важнейших проблем для дальнейшего изучения.

## Зарубежная историография Пугачёвского восстания
Поскольку Екатериной II был задан курс на скорейшее забвение событий восстания в самой России, первые публикации с описаниями событий по горячим следам, которые можно отнести к научным трудам, а не сборникам анекдотов (которых также было в избытке), вышли за пределами Российской империи. В 1784 году в Галле в ежегоднике А. Ф. Бюшинга «Сборник новой истории и географии» была опубликована анонимная статья «Достоверные известия о мятежнике Емельяне Пугачёве и поднятом им бунте». По мнению И. М. Гвоздиковой, авторство статьи принадлежит известному российскому историографу Герхарду Фридриху Миллеру, скрывшему своё авторство с целью избежать гнева императрицы. Статья вышла в печать уже после смерти учёного. Автор статьи попытался объективно разобрать причины восстания, отмечал массовость выступления, многонациональный состав повстанческих отрядов, указывал на самозванство как один из элементов организации движения. Говоря о личности предводителя восстания, автор подчёркивал его «здоровый природный ум», «редкое присутствие духа», воинский опыт. Центральное место в статье отведено описанию военных операций И. И. Михельсона. По сведениям Р. В. Овчинникова, в «пугачёвском портфеле» Миллера в соответствии с описью XVIII века было 12 собраний документов, касавшихся событий восстания. А. С. Пушкин использовал в работе над «Историей Пугачёва» французский перевод статьи, посчитав его за доклад одного из дипломатов в Санкт-Петербурге.
Публикация «Достоверных известий…» не осталась незамеченной в России, в 1794 году один из участников подавления восстания генерал Ф. Ю. Фрейман опубликовал свои мемуарные записи, озаглавленные как «Господина Фердинанда фон Фреймана, российского императорского генерал-поручика и рыцаря, правдивое описание его экспедиции против мятежных яицких казаков, как потом и против бунтовщика Пугачёва, с целью исправления, а также опровержения некоторых частью неполных, частью неверных утверждений, встречающихся в журнале Бюшинга».
В последующие годы публикации о восстании за рубежом носили скорее вторичный характер. Ситуация изменилась во второй половине XX века, когда западные историки взяли на вооружение достижения смежных наук, таких как социальная психология и социология. Французский филолог-славист и историк Пьер Паскаль, свидетель революционных событий XX века в России, в своей книге «Пугачёвский бунт» представил психологический анализ событий (среди подобных исследований — дореволюционные работы Н. Н. Фирсова и современные исследования В. Я. Мауля). Будучи свободен от марксистской апологетики действий пугачёвцев, Паскаль попытался объективно описать положение основной массы населения России в XVIII веке и, как результат, сочетание в ходе восстания «благородного стремления простого народа освободиться от гнета системы» и «кровавой, ужасающей по своей жестокости формы реализации этой мечты».

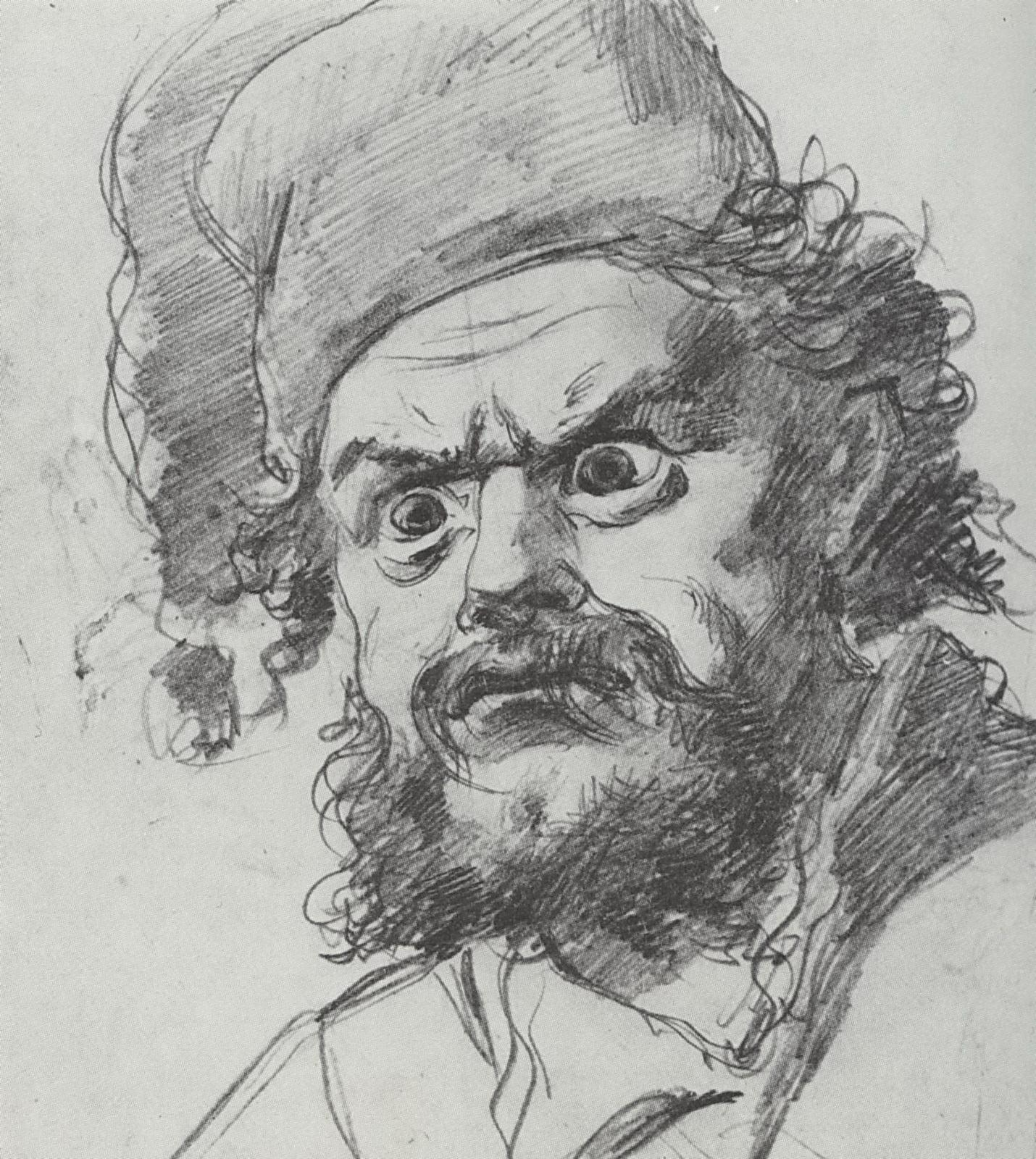
Голова Пугачёва, этюд. Рисунок В. Г. Перова был использован для обложки российского издания «Emperor of the Cossacks: Pugachev and the Frontier Jacquerie of 1773—1775»

Одним из немногих американских исследователей событий, связанных с восстанием Пугачёва, является заслуженный профессор Канзасского университета Джон Т. Александер, подготовивший для англоязычных читателей историографические обзоры публикаций на тему восстания в СССР и в западных странах, а также ряд собственных исследований — «Autocratic Politics in a National Crisis: the Imperial Russian Government and Pugachev’s Revolt, 1773—1775» (в русском переводе — «Российская власть и восстание под предводительством Емельяна Пугачева») и «Emperor of the Cossacks: Pugachev and the Frontier Jacquerie of 1773—1775» (в русском переводе — «Емельян Пугачёв и крестьянское восстание на окраине России в 1773—1775 гг.»). В процессе подготовки к изданию этих работ Дж. Александер получил право доступа к советским архивам, а также консультации ведущих советских специалистов по Пугачёвскому восстанию, в том числе В. В. Мавродина. Важным вкладом автора является опыт анализа событий с учётом достижений современной социологии. Дж. Александер в своих работах не разделяет принятые в советской историографии положения «боевого братства» различных этнических групп и народностей, принимавших участие в восстании, подчёркивая разность целей и противоречия в действиях казаков, крестьян, работных людей и башкир. Также в российской и советской историографии, согласно оценке В. И. Кучумова, не рассматривалась подробно связь между внутренней обстановкой в империи и внешнеполитическими обстоятельствами, которым Александер, напротив, уделяет повышенное внимание. Александер отмечал, что затяжная и истощившая все ресурсы страны русско-турецкая война 1768—1774 годов во многом способствовала обострению и без того нелёгкого внутреннего положения в стране, приведшего к грандиозному социальному взрыву.
В 2011 году обобщающую монографию по истории восстания опубликовал профессор Университета Сиены (Италия) Марко Натализи (итал. Marco Natalizi), опиравшийся как на известные дореволюционные и советские исторические работы, так и на последние публикации учёных Поволжья и Урала. Значительная часть книги посвящена участию в восстании населения Урала, дана информация об этническом составе и истории данной области, сведения о башкирских волнениях XVII—XVIII веков, промышленном освоении края. Отдельные параграфы книги посвящены подробному анализу осады Оренбурга, Уфы, лагерям повстанцев в Бердах и Чесноковке, даны краткие портреты основных военных руководителей обоих лагерей. В своей работе М. Натализи использовал новые подходы относительно символики народных представлений о самозванчестве.
В списке современных зарубежных работ, посвящённых восстанию, также статьи и книги американских историков П. Эврича, М. Раева, Ф. Лонгуорта, немецких — Э. Доннерта, Д. Петерс, П. Пламбека, Э.-К. Керстен, А. Плате, Р. Тухтенхагена. В опубликованном в Мексике сборнике статей восстание Пугачёва представлено в сравнении с освободительными движениями Тупака Амару и Бартоломео Идальго в Латинской Америке, статья о Пугачёве написана российским этнологом-мезоамериканистом А. А. Бородатовой. Значительное внимание событиям Пугачёвщины уделено в исследованиях эпохи Екатерины II профессора славистики Лондонского университета И. де Мадарья́га. Ряд работ, посвящённых восстанию, в частности участию в нём оренбургского казачества и народов края, опубликовал японский историк, профессор университета Мэйдзи Коити Тоёкава, в 1970-х годах проходивший стажировку в Ленинградском университете у одного из главных специалистов по Пугачёвщине Ю. А. Лимонова.
Среди западных историков, также, как и среди современных российских их коллег, нет единого мнения о дефиниции событий Пугачёвщины. За последние сорок лет лишь Доротея Петерс высказывается за применение понятия «крестьянская война». Марк Раев, как и Александер, характеризовал восстание, как «преимущественно фронтирный и казацкий феномен». Немецкий историк Ханс-Генрих Нольте называет события «восстаниями периферии», так как представители нерусских народностей и казачьи сообщества были не только «важнейшим источником социальной и политической смуты» в России XVIII века, но и представляли собой «идеал альтернативного общественного устройства, отличного от крепостничества и автократии». Другой немецкий историк, Клаус Шарф, считает события «гражданской войной».